# Psyrassa woodleyi
Psyrassa woodleyi là một loài bọ cánh cứng trong họ Cerambycidae.